# ستانكا زلاتيفا

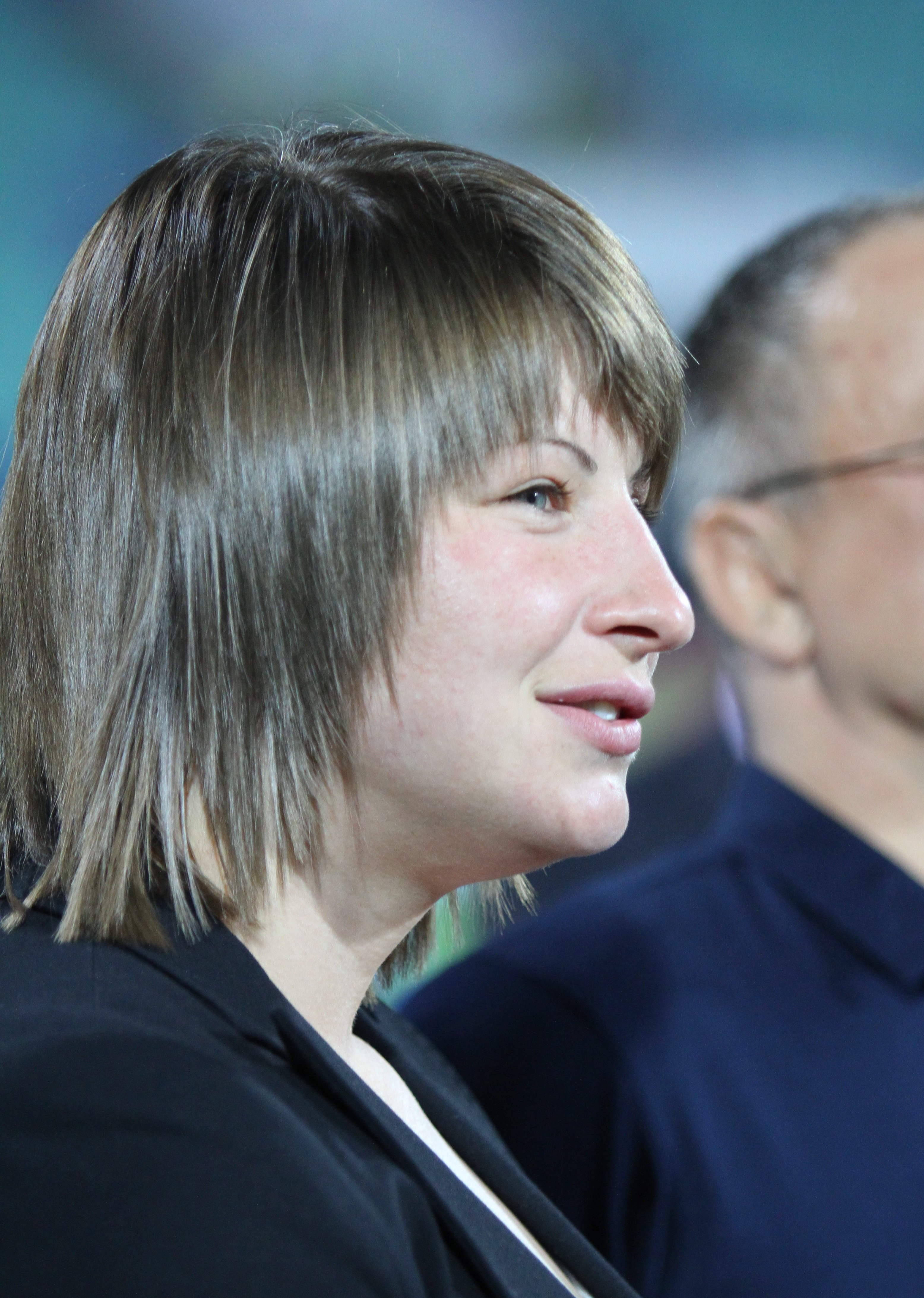
ستانكا زلاتيفا

ستانكا زلاتيفا (بالبلغارية: Станка Златева Христова)‏ ولدت في 1 مارس 1983، هي مصارحة حرة بلغارية متقاعدة. تنافست في أولمبياد أثينا 2004 وفي أولمبياد بكين وفي أولمبياد لندن وحصلت على الميدالية الفضية في آخر جولتين.
تم تسميتها مصارعة العام الأنثى لعام 2006 و2007 والشخصية الرياضية البلغارية لأعوام 2007, 2010, 2011.

## وصلات خارجية
- ستانكا زلاتيفا على موقع قاعدة بيانات المصارعة الدولية (الإنجليزية)
- ستانكا زلاتيفا على موقع اللجنة الأولمبية الدولية (الإنجليزية)
- ستانكا زلاتيفا على موقع أوليمبيديا (الإنجليزية)

1. 1 2   https://www.olympicchannel.com/en/athletes/detail/stanka-zlateva/. {{استشهاد ويب}}: |url= بحاجة لعنوان (مساعدة) والوسيط |title= غير موجود أو فارغ (من ويكي بيانات) (مساعدة)